# Pływanie na Letnich Igrzyskach Olimpijskich 2020 – 400 m stylem dowolnym mężczyzn
400 m stylem dowolnym mężczyzn – jedna z konkurencji pływackich, które odbyły się podczas XXXII Igrzysk Olimpijskich w Tokio. Eliminacje miały miejsce 24 lipca, a finał konkurencji 25 lipca 2021 roku.

## Terminarz
Wszystkie godziny podane są w czasie japońskim (UTC+09:00) oraz polskim (CEST).
| Data          | Godzina rozpoczęcia | Godzina rozpoczęcia |            |
| Data          | UTC+09:00           | CEST                |            |
| ------------- | ------------------- | ------------------- | ---------- |
| 24 lipca 2021 | 19:48               | 12:48               | Eliminacje |
| 25 lipca 2021 | 10:52               | 3:52                | Finał      |

## Rekordy
Przed zawodami rekord świata i rekord olimpijski wyglądały następująco:
| Rekord            | Zawodnik        | Czas    | Miejsce | Data          |       |
| ----------------- | --------------- | ------- | ------- | ------------- | ----- |
| Rekord świata     | Paul Biedermann | 3:40,07 | Rzym    | 26 lipca 2009 | [ 2 ] |
| Rekord olimpijski | Sun Yang        | 3:40,14 | Londyn  | 28 lipca 2012 | [ 3 ] |

## Wyniki

### Eliminacje
| Miejsce | Wyścig | Tor | Zawodnik             | Państwo            | Czas    | Uwagi |
| ------- | ------ | --- | -------------------- | ------------------ | ------- | ----- |
| 1.      | 4      | 2   | Henning Mühlleitner  | Niemcy             | 3:43,67 | Q     |
| 2.      | 4      | 3   | Felix Auböck         | Austria            | 3:43,91 | Q,    |
| 3.      | 4      | 4   | Gabriele Detti       | Włochy             | 3:44,67 | Q     |
| 4.      | 5      | 4   | Elijah Winnington    | Australia          | 3:45,20 | Q     |
| 5.      | 5      | 5   | Jack McLoughlin      | Australia          | 3:45,20 | Q     |
| 6.      | 5      | 2   | Kieran Smith         | Stany Zjednoczone  | 3:45,25 | Q     |
| 7.      | 5      | 1   | Jake Mitchell        | Stany Zjednoczone  | 3:45,38 | Q     |
| 8.      | 4      | 8   | Ahmed Hafnaoui       | Tunezja            | 3:45,68 | Q     |
| 9.      | 3      | 5   | Antonio Djakovic     | Szwajcaria         | 3:45,82 | NR    |
| 10.     | 5      | 6   | Marco De Tullio      | Włochy             | 3:45,85 |       |
| 11.     | 4      | 7   | Guilherme Costa      | Brazylia           | 3:45,99 |       |
| 12.     | 4      | 6   | Lukas Märtens        | Niemcy             | 3:46,30 |       |
| 13.     | 4      | 5   | Danas Rapšys         | Litwa              | 3:46,32 |       |
| 14.     | 3      | 7   | Marwan El-Kamash     | Egipt              | 3:46,94 |       |
| 15.     | 3      | 1   | Kregor Zirk          | Estonia            | 3:47,05 |       |
| 16.     | 2      | 4   | Alfonso Mestre       | Wenezuela          | 3:47,14 |       |
| 17.     | 3      | 4   | Aleksandr Jegorow    | ROC                | 3:47,71 |       |
| 18.     | 5      | 8   | Gábor Zombori        | Węgry              | 3:47,99 |       |
| 19.     | 5      | 7   | Ji Xinjie            | Chiny              | 3:48,27 |       |
| 20.     | 4      | 1   | Kieran Bird          | Wielka Brytania    | 3:48,55 |       |
| 21.     | 3      | 3   | Henrik Christiansen  | Norwegia           | 3:48,88 |       |
| 22.     | 5      | 3   | Martin Malutin       | ROC                | 3:49,49 |       |
| 23.     | 3      | 2   | Zac Reid             | Nowa Zelandia      | 3:49,85 |       |
| 24.     | 2      | 3   | Martin Bau           | Słowenia           | 3:52,56 |       |
| 25.     | 2      | 2   | Joaquín Vargas       | Peru               | 3:52,94 |       |
| 26.     | 3      | 8   | Lee Ho-joon          | Korea Południowa   | 3:53,23 |       |
| 27.     | 1      | 5   | Eduardo Cisternas    | Chile              | 3:54,10 |       |
| 28.     | 3      | 6   | David Aubry          | Francja            | 3:55,01 |       |
| 29.     | 2      | 6   | Aflah Fadlan Prawira | Indonezja          | 3:55,08 |       |
| 30.     | 2      | 7   | Wesley Roberts       | Wyspy Cooka        | 3:55,65 |       |
| 31.     | 1      | 4   | Igor Mogne           | Mozambik           | 3:56,56 |       |
| 32.     | 1      | 3   | Irakli Rewiszwili    | Gruzja             | 3:57,49 |       |
| 33.     | 2      | 5   | Welson Sim           | Malezja            | 3:58,25 |       |
| 34.     | 2      | 8   | Alex Sobers          | Barbados           | 3:59,14 |       |
| 35.     | 2      | 1   | James Freeman        | Botswana           | 4:03,10 |       |
| 36.     | 1      | 6   | Filip Derkoski       | Macedonia Północna | 4:03,34 |       |

### Finał
| Miejsce | Tor | Zawodnik            | Państwo           | Czas    | Uwagi |
| ------- | --- | ------------------- | ----------------- | ------- | ----- |
| 1 !     | 8   | Ahmed Hafnaoui      | Tunezja           | 3:43,36 |       |
| 2 !     | 2   | Jack McLoughlin     | Australia         | 3:43,52 |       |
| 3 !     | 7   | Kieran Smith        | Stany Zjednoczone | 3:43,94 |       |
| 4.      | 4   | Henning Mühlleitner | Niemcy            | 3:44,07 |       |
| 4.      | 5   | Felix Auböck        | Austria           | 3:44,07 |       |
| 6.      | 3   | Gabriele Detti      | Włochy            | 3:44,88 |       |
| 7.      | 6   | Elijah Winnington   | Australia         | 3:45,20 |       |
| 8.      | 1   | Jake Mitchell       | Stany Zjednoczone | 3:45,39 |       |